# Zigarettenstopfer

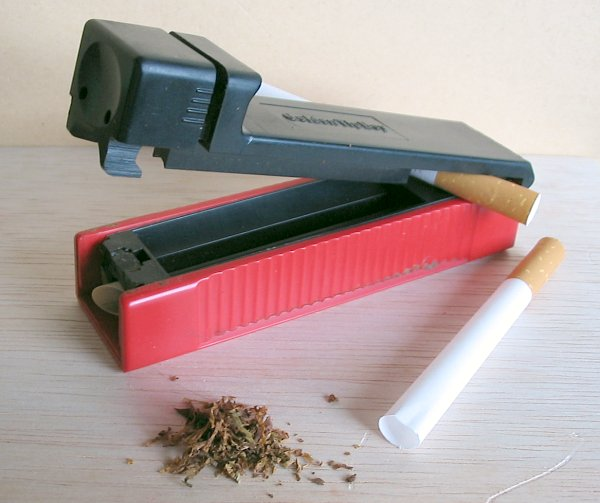
Manueller Zigarettenstopfer

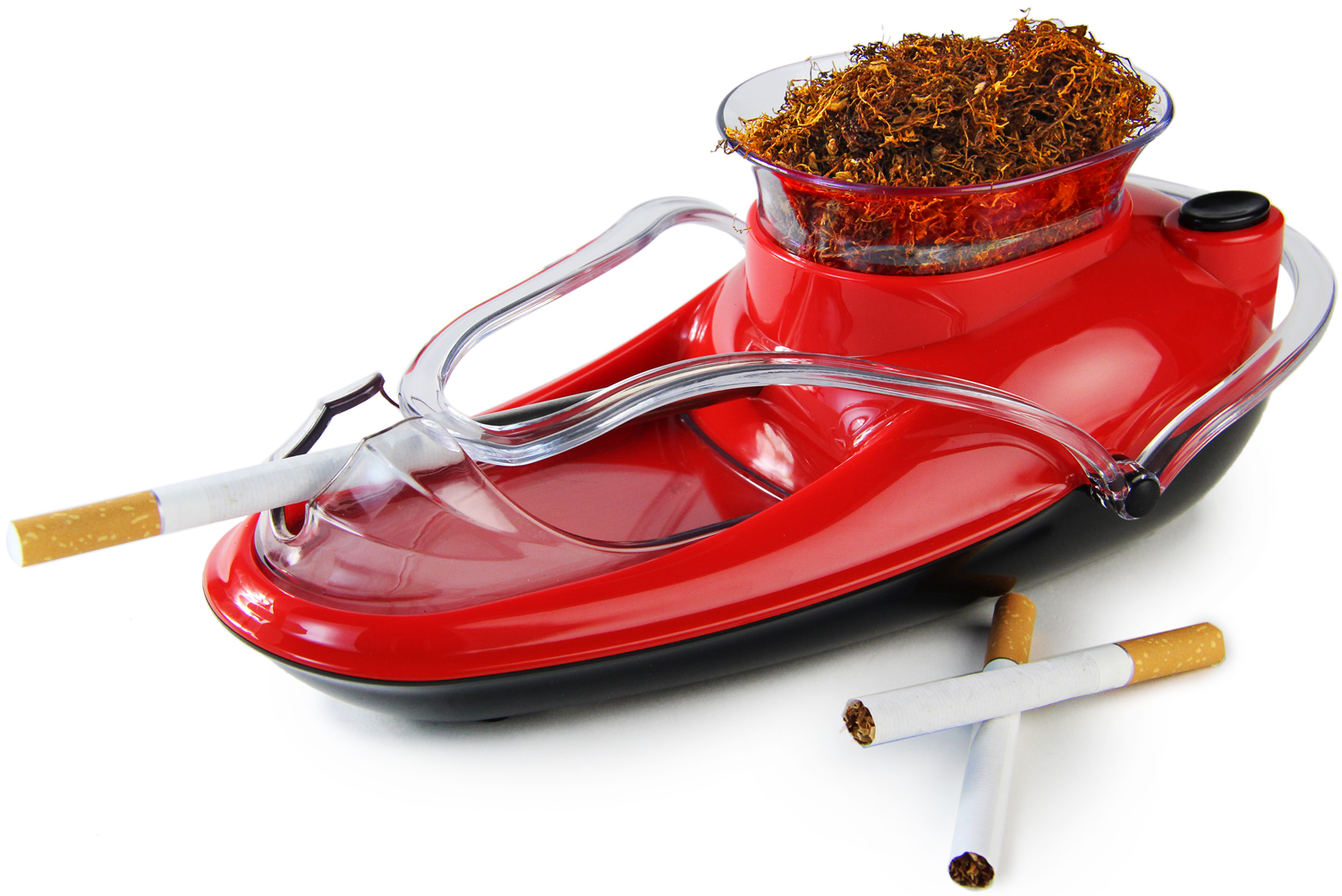
Elektrischer Zigarettenstopfer

Zigarette stopfen

Ein Zigarettenstopfer ist ein handliches Gerät, mit dem Tabak in eine Filterhülse gepresst werden kann, zur häuslichen Zigarettenherstellung. Im Unterschied zur Zigarettendrehmaschine werden dabei vorgefertigte Zigarettenhülsen verwendet.
Die meisten Zigarettenstopfer arbeiten nach dem gleichen Prinzip: Das Gerät wird gleichmäßig mit Tabak gefüllt, mit dem Deckel geschlossen und der Tabak durch einen Schiebemechanismus in die an der vorderen Öffnung eingeklemmte Hülse gepresst. Es gibt auch Tischmodelle des Stopfers mit einem großen Hebel und einem Tabakschacht. Hier wird der Schacht befüllt, danach wird der Tabak zusammengedrückt, um dann in die Hülse geschoben zu werden.

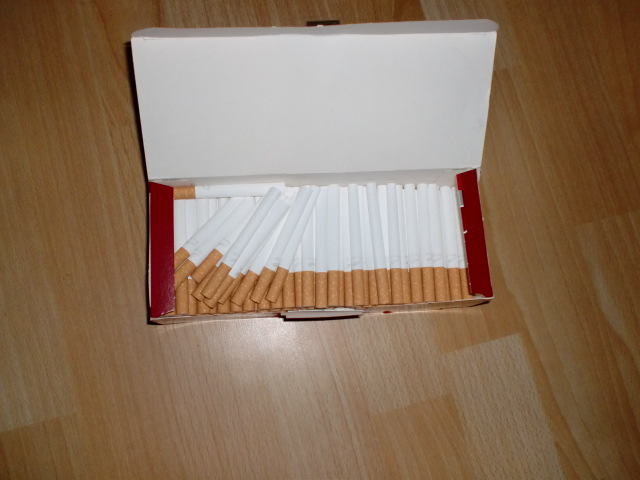
Filterhülsen

Fertigzigarette zur Veranschaulichung

Es gibt zwei gängige Arten von Filterhülsen auf dem deutschen Markt: die günstigen King-Size-Filterhülsen (69 mm Fülllänge) und die etwas teureren Xtra-Size-Filterhülsen (60 mm). Beide Filterhülsen sind gleich groß, nur der Filter und geringfügig auch das orange Mundstück sind bei den Xtra-Size (bei West auch Special-Size genannt) länger. Dadurch ist das Fassungsvermögen in den Xtra-Size-Filterhülsen 13 % geringer als bei den King-Size-Filterhülsen. Für den Stopfer bedeutet das, dass der Tabak entweder stärker komprimiert in die Hülse gelangt oder entsprechend weniger Tabak benötigt wird. Da üblicherweise nicht über das Mundstück hinaus geraucht wird, kann die Rauchlänge der Zigarette ungefähr gleich bleiben. Der etwas höhere Preis dieser Filter würde dann von der einsparbaren Tabakmenge bei gleichbleibender Rauchmenge überwogen.
Selbstgestopfte Zigaretten sind kostengünstiger als industriell gefertigte Filterzigaretten.